# Mistrzostwa Świata w Szermierce 1981
Mistrzostwa Świata w Szermierce 1981 – 45. edycja mistrzostw odbyła się we francuskim mieście Clermont-Ferrand.

## Klasyfikacja medalowa
| Lp. | Państwo    | złoto | srebro | brąz | Razem |
| --- | ---------- | ----- | ------ | ---- | ----- |
| 1   | ZSRR       | 4     | 2      | –    | 6     |
| 2   | Węgry      | 2     | 1      | 2    | 5     |
| 3   | RFN        | 1     | 1      | 2    | 4     |
| 4   | Polska     | 1     | –      | 1    | 2     |
| 5   | Włochy     | –     | 1      | 3    | 3     |
| 6   | Chiny      | –     | 1      | –    | 1     |
| –   | Rumunia    | –     | 1      | –    | 1     |
| –   | Szwajcaria | –     | 1      | –    | 1     |

## Medaliści

### Mężczyźni
| Złoto                                                                                          | Srebro                                                                                           | Brąz                                                                                                |
| Floret                                                                                         |                                                                                                  | |
| Władimir Smirnow                                                                               | Petru Kuki                                                                                       | Angelo Scuri                                                                                        |
| ZSRR · Władimir Smirnow · Aleksandr Romankow · Jurij Łykow · Sabirżan Ruzijew · Boris Fomienko | Włochy · Angelo Scuri · Andrea Borella · Mauro Numa · Carlo Montano                              | RFN · Matthias Behr · Harald Hein · Frank Beck · Mathias Gey                                        |
| Szpada                                                                                         |                                                                                                  | |
| Zoltán Székely                                                                                 | Aleksandr Możajew                                                                                | Elmar Borrmann                                                                                      |
| ZSRR · Aszot Karagjan · Aleksandr Możajew · Leonid Dunajew · Walerij Chondogo · Toomas Hint    | Szwajcaria · François Suchanecki · Gabriel Nigon · Daniel Giger · Michel Poffet · Patrice Gaille | Węgry · Ernő Kolczonay · Balázs Dénes · Zoltán Székely · László Pető                                |
| Szabla                                                                                         |                                                                                                  | |
| Dariusz Wódke                                                                                  | Imre Gedővári                                                                                    | Michele Maffei                                                                                      |
| Węgry · György Nébald · Rudolf Nébald · Imre Gedővári · Pál Gerevich                           | ZSRR · Nikołaj Alochin · Andriej Alszan · Wiktor Krowopuskow · Michaił Burcew                    | Polska · Leszek Jabłonowski · Jacek Bierkowski · Tadeusz Piguła · Dariusz Wódke · Andrzej Kostrzewa |

### Kobiety
| Złoto                                                                                             | Srebro                                                                | Brąz                                                                               |
| Floret                                                                                            |                                                                       |                                                                                    |
| Cornelia Hanisch                                                                                  | Luan Jujie                                                            | Dorina Vaccaroni                                                                   |
| ZSRR · Łarisa Cagarajewa · Marina Sobolewa · Walentina Sidorowa · Naila Gilazowa · Irina Uszakowa | RFN · Cornelia Hanisch · Ute Wessel · Ingrid Losert · Sabine Bischoff | Węgry · Ildikó Schwarczenberger · Edit Kovács · Zsuzsanna Szőcs · Gertrúd Stefanek |